# Абдразакова, Эльмира Рафаиловна
Эльми́ра Рафаи́ловна Абдраза́кова (тат. Эльмира Рафаил кызы Абдразакова; род. 7 октября 1994, Железинский район, Павлодарская область) — российская модель, победительница конкурса красоты «Мисс Россия 2013». Участница «Мисс Вселенная 2013» и «Мисс Мира 2013».

## Биография
Отец — Рафаил Абдразаков, мать — Ольга Пшеничникова.
Во время конкурса Эльмира Абдразакова являлась студенткой Сибирского государственного университета путей сообщения. На конкурсе Эльмира представляла город Междуреченск Кемеровской области, где живёт её мама, Ольга Пшеничникова, преподаватель хоровой школы. Мама одна воспитала двоих детей. Родители разошлись, когда Эльмире было 3 года, и она с мамой уехала в Междуреченск.
2 марта 2013 года 18-летняя Эльмира Абдразакова завоевала корону в конкурсе красоты «Мисс Россия-2013». Финал конкурса прошёл 2 марта в концертном зале Барвиха Luxury Village. Эльмира представляла Россию на конкурсах Мисс Мира (Бали, Индонезия; сентябрь 2013) и Мисс Вселенная (Москва; ноябрь 2013).
В 2021 году участвовала в реалити-шоу «Последний герой 9: Новички против чемпионов».

## Общественная реакция на победу
Успех Абдразаковой на конкурсе красоты породил массовый негативный отклик в социальных сетях. Как Абдразакова сообщила на пресс-конференции, она получила тысячи сообщений, большая часть которых содержала нападки как по поводу её внешности, так и этнической идентичности. По сообщению Абдразаковой, «когда она приехала домой и заглянула на свою страницу, то была шокирована большим количеством недовольных отзывов, которые написали ей интернет-пользователи». Популярные юмористические сообщества размещали сатирические карикатуры. В результате девушка была, в частности, вынуждена удалить свою страницу в социальной сети ВКонтакте. Однако позже страница была восстановлена.